# 1966 у літературі

## Нагороди
- Нобелівську премію з літератури отримали єврейський письменник Шмуель Йосеф Аґнон та німецька поетеса Неллі Закс.

## Народились
- 25 вересня — Нікколо Амманіті, італійський письменник.
- 16 жовтня — Арелія Ейдіс Гудмундсдоттір, ісландська письменниця.
- ? — Крістіан Крахт, швейцарський німецькомовний письменник.
- ? — Сара Вотерс, британська письменниця, романістка.

## Померли
- 5 березня — Ахматова Анна Андріївна, російська поетеса (нар. 1889).
- 30 червня — Марджері Аллінґем, англійська романістка «Золотого століття» британського детективу (народилась у 1904).
- 8 серпня —Ерік Волронд, афро-карибський письменник і журналіст доби Гарлемського відродження (народився у 1898).

## Нові книжки
- «Комедіанти» - Ґрем Ґрін